# Rhododendron loranthiflorum
Rhododendron loranthiflorum är en ljungväxtart. Rhododendron loranthiflorum ingår i släktet rododendron, och familjen ljungväxter.

## Underarter
Arten delas in i följande underarter:
- R. l. lakekamuensis
- R. l. loranthiflorum